# Факт (фильм)
«Факт» (другое название: «Группа крови „Ноль“») — советский художественный фильм-расследование. Опыт воссоздания художественными средствами реального факта из истории немецкой оккупации Литвы в период Великой Отечественной войны — сожжения карателями деревни Пирчюпяй.

## Сюжет
Летом 1944 года немецкими карателями была уничтожена литовская деревня Пирчюпяй. После войны Советскими властями было проведено расследование по этому факту военных преступлений немецких оккупантов и их местных пособников — литовских националистов. В фильме на базе документов подробно воссоздается предыстория уничтожения деревни: убийство лесничего, решение об уничтожении деревни, принятое оккупационными властями во главе с полковником Тителем, убийство молодым крестьянином Винцасом немецкого офицера-литовца Шакниса и др.

## В ролях
- Юозас Будрайтис — лейтенант Юзефас Шакнис
- Донатас Банионис — полковник Титель
- Регимантас Адомайтис — Буцкус
- Альгимантас Масюлис — старик Пяцюконис
- Лаймонас Норейка — Джанас
- Ирена Леонавичюте — Текле, дочь Пяцюкониса
- Саулюс Баландис — Винцас, возлюбленный Текле
- Елена Соловей — сестра Текле
- Леонид Оболенский — Александре, пастух
- Александр Кайдановский — Станислав
- Эугения Шулгайте — мать Станислава
- Долорес Казрагите — швея
- Вайва Вида Майнелите — Казя, жена Буцкуса
- Улдис Думпис — Шмидеман
- Эугения Плешките — Каролина, жена Джанаса
- Арнис Лицитис — лейтенант Акерман
- Эльвира Пишкинайте — Саломея
- Альгис Кибартас — Антанас
- Айварс Силиньш — эсэсовец
- Раса Киркилёните — дочь Джанаса
- Нийоле Лепешкайте — Моника
- Юрис Плявиньш — Мешке
- Юстина Шервинскайте — дочь Буцкуса

В эпизодах
- Валентинас Масальскис, Петерис Лиепиньш, Евгений Олбикас, Саулюс Владас Сипайтис, Дангуоле Баукайте (гостья у швеи в доме Джанаса), Леонид Грабовскис, Кристина Гудоните, Регина Зданавичюте, Артурас Правилонис, Александрас Рибайтис, Эдгарас Савицкис, Миле Шаблаускайте

Роли дублировали
- В. Балашов, В. Струков, А. Нестеров, Р. Нахапетов, Н. Казначеева, К. Тыртов, Н. Рычагова, В. Антоник

## Съёмочная группа
- Автор сценария: Витаутас Жалакявичус
- Режиссёр-постановщик: Альмантас Грикявичюс
- Оператор-постановщик: Донатас Печюра
- Художник: Галюс Кличюс
- Режиссёр: Р. Ляуданскайте
- Операторы:
  - Витаутас Дамашевичус
  - Альгирдас Янукенас
- Монтаж: Д. Пинайтите
- Художник по костюмам: Виктория Бимбайте

## Фестивали и награды
- 1981 — 14 Всесоюзный кинофестиваль (Вильнюс) по разделу художественных фильмов: Главный приз фильму «Факт».[1]

- В 1981 году фильм под названием «Группа крови „Ноль“» участвовал в конкурсной программе Международного кинофестиваля в Каннах[2].

- Актриса Елена Соловей была удостоена Приза FIPRESCI в номинации «Лучшая женская роль второго плана»[3].